# 波洛扎伊
50°4′50″N 31°50′10″E / 50.08056°N 31.83611°E
波洛扎伊（烏克蘭語：Положаї）是位於烏克蘭北部的村莊，由基辅州鲍里斯皮尔区的塔尚市鎮負責管轄。該村面積2.81平方公里，海拔高度118米，2001年人口325，人口密度每平方公里115.7人。